# Verband der Nordwestdeutschen Textil- und Bekleidungsindustrie
Der Verband der Nordwestdeutschen Textil- und Bekleidungsindustrie hat Sitz und Hauptgeschäftsstelle in Münster. Weitere Geschäftsstellen unterhält er in Bielefeld, Hannover und Hamburg. Er ist Arbeitgeber- und Wirtschaftsverband für rund 255 Unternehmen der Textil- und Bekleidungsindustrie in Westfalen, Niedersachsen, Schleswig-Holstein, Hamburg und Bremen mit rund 28.000 Beschäftigten und einem Umsatz von rund 6,2 Mrd. Euro.
Die Anfänge des Verbandes gehen zurück auf das Jahr 1902, als der „Schutzverband der Textilindustriellen des Münsterlandes“ entstand, der 1906 in „Verband Münsterländischer Textilindustrieller“ umbenannt wurde. Im selben Jahr wurde in Bielefeld der „Arbeitgeberverband der Textilindustrie Bielefeld“ gegründet. Beide Verbände wurden von den Nationalsozialisten zur „Bezirksgruppe Westfalen der Wirtschaftsgruppe Textil“ zusammengeführt. 1949 wurde der „Verband der Textilindustrie Westfalen“ gegründet. 1980 erfolgte die Fusion mit den Textilverbänden Bremen/Niedersachsen und Hamburg/Schleswig-Holstein zum Verband der Nord-Westdeutschen Textilindustrie. Im Jahr 2002 fusionierte der Verband mit dem Bekleidungsverband Nord-West zum heutigen „Verband der Nordwestdeutschen Textil- und Bekleidungsindustrie“.
Schwerpunkte der Verbandstätigkeit sind die arbeits- und sozialrechtliche Vertretung der Mitgliedsunternehmen, die Begleitung von Genehmigungsverfahren im Umweltbereich, Beratungs- und Informationsdienstleistungen in den Bereichen Arbeitswissenschaft, Aus- und Fortbildung und Energieeffizienz sowie die politische Interessenvertretung und die Öffentlichkeitsarbeit.
Präsident ist Wilfried Holtgrave.